# Les aventures de Tom Sawyer (anime)
Les aventures de Tom Sawyer (トム・ソーヤーの冒険, Tomu Sōyā no Bōken) és una sèrie de televisió d'anime produïda per Nippon Animation i dirigida per Hiroshi Saitō, que es va estrenar el 6 de gener de 1980 i que va acabar el 28 de desembre del mateix any. Es basa en la coneguda i popular novel·la de 1876 Les aventures de Tom Sawyer de Mark Twain (i parcialment en Les aventures de Huckleberry Finn).
La sèrie es va emetre a Sekai Meisaku Gekijō, un contenidor televisiu de Fuji TV, que cada any mostrava una versió animada d'un llibre clàssic o història de la literatura occidental. Va ser la segona sèrie en aquest contenidor, després de Rascal the Raccoon el 1977, que presentava l'obra d'un autor estatunidenc.
Es va doblar en català per al circuit català de TVE, estrenant-se el 7 de gener de 1985.

## Argument
La història està ambientada al poble de Sant Petersburg, una ciutat fictícia de Missouri, durant l'estiu d'un any de la segona meitat del segle xix. Tom Sawyer és un noi que viu amb el seu germà petit Sid, la seva tia Polly i la seva cosina Mary en una casa a la vora del Mississipi. La tia, després de la mort dels seus pares, cria en Tom i en Sid amb amor, com si fossin els seus propis fills. Tom passa la major part del seu temps amb el seu millor amic, Huckleberry Finn, i comparteix innombrables aventures amb ell, caçant porcs salvatges, jugant a pirates al riu, volant en un globus aerostàtic i descobrint tresors amagats. S'haurà d'enfrontar al terrible indi Joe quan sigui testimoni, a pesar seu, d'un assassinat. Però en Tom sembla que només pensar en la Becky, la bella filla del nou jutge del poble.

## Diferències amb la novel·la
- L'anime situa els successos més en el període de vacances que en el temps que en Tom passa a l'escola.
- En Charlie embruta el llibre d'en Tom, mentre que a la novel·la ho fa l'Alfred Temple.
- A l'anime en Ben Rogers s'escapa amb en Tom i en Huck a l'illa de Jackson, però a la novel·la és en Joe Harper qui ho fa.
- La raó del càstig de Tom al capítol 2 és diferent de la del llibre.
- La Becky hipnotitza en Tom sense adonar-se'n i després en Tom a ella.
- La història del globus de l'episodi 34 no succeeix a la novel·la.
- El personatge de Jim no va ser esclau de la tia Polly a la novel·la i apareix fins a Les Aventures de Huckleberry Finn.

## Doblatge
| Personatge     | Japonès       | Català           |
| -------------- | ------------- | ---------------- |
| Tom Sawyer     | Masako Nozawa | Silvia Vilarrasa |
| Huck Finn      | Kazuyo Aoki   | Maria Moscardó   |
| Becky Thatcher | Keiko Han     | Carme Abril      |
| Ben Rogers     | Atsuko Mine   | Jordi Jané       |
| Ben Rogers     | Mie Azuma     | Jordi Jané       |
| Tieta Polly    | Haru Endo     | Glòria Roig      |
| Sr. Dobbins    | Ichirō Nagai  | Jaume Comas      |
| Sr. Rogers     | Masaru Ikeda  | Antoni Crespo    |
| Sr. Rogers     | Kenichi Ogata | Antoni Crespo    |
| Amy Lawrence   | Kaoru Kurosu  | Teresa Soler     |

## Premis
- Millor pel·lícula televisiva (Agència d'Afers Culturals, Govern del Japó)[1]